# Bacchetta (direttore d'orchestra)

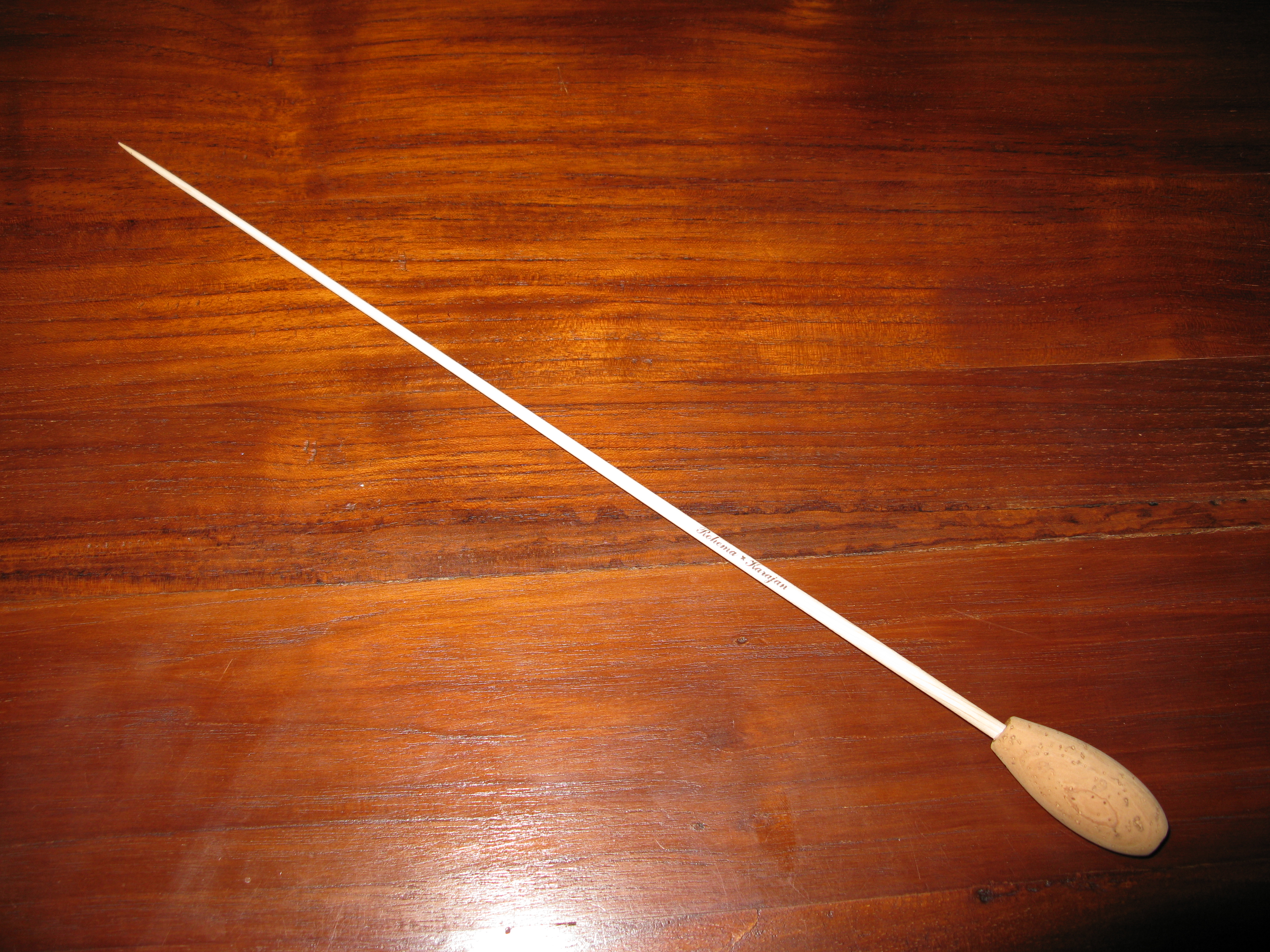
Una moderna bacchetta da direzione

La bacchetta è un bastoncino utilizzato dai direttori d'orchestra essenzialmente per indicare il tempo e gli attacchi durante l'esecuzione di un'opera, di un concerto o di un qualsiasi pezzo per orchestra, mediante movimenti orizzontali e verticali. Le bacchette sono generalmente di legno leggero, fibra di vetro o fibra di carbonio, rastremate verso l'estremità opposta all'impugnatura, che è invece fornita di un contrappeso a goccia, solitamente di sughero o legno, il quale conferisce allo strumento una presa più salda e un migliore bilanciamento. I direttori professionisti spesso le fanno fabbricare in base alle loro specifiche esigenze fisiche e alla natura dell'esecuzione: Sir Henry Wood ed Herbert von Karajan sono alcuni esempi. Quando Gaspare Spontini arrivò a Dresda nel 1844, a Wagner fu chiesto di far fare una bacchetta - uno spesso bastone di ebano con pomi d'avorio ad entrambe le estremità.
Le bacchette variano da circa 25 fino a 60 centimetri di lunghezza, che fu quella richiesta da Sir Henry Wood per la fabbricazione della sua bacchetta. Il primato mondiale ufficiale del Guinness per la più grande bacchetta del mondo è attualmente detenuto da Kenton J. Hetrick, che il 14 ottobre 2006 diresse la Banda dell'Università di Harvard nell'introduzione ad "Also Sprach Zarathustra" con una bacchetta lunga 3 metri.

## Uso

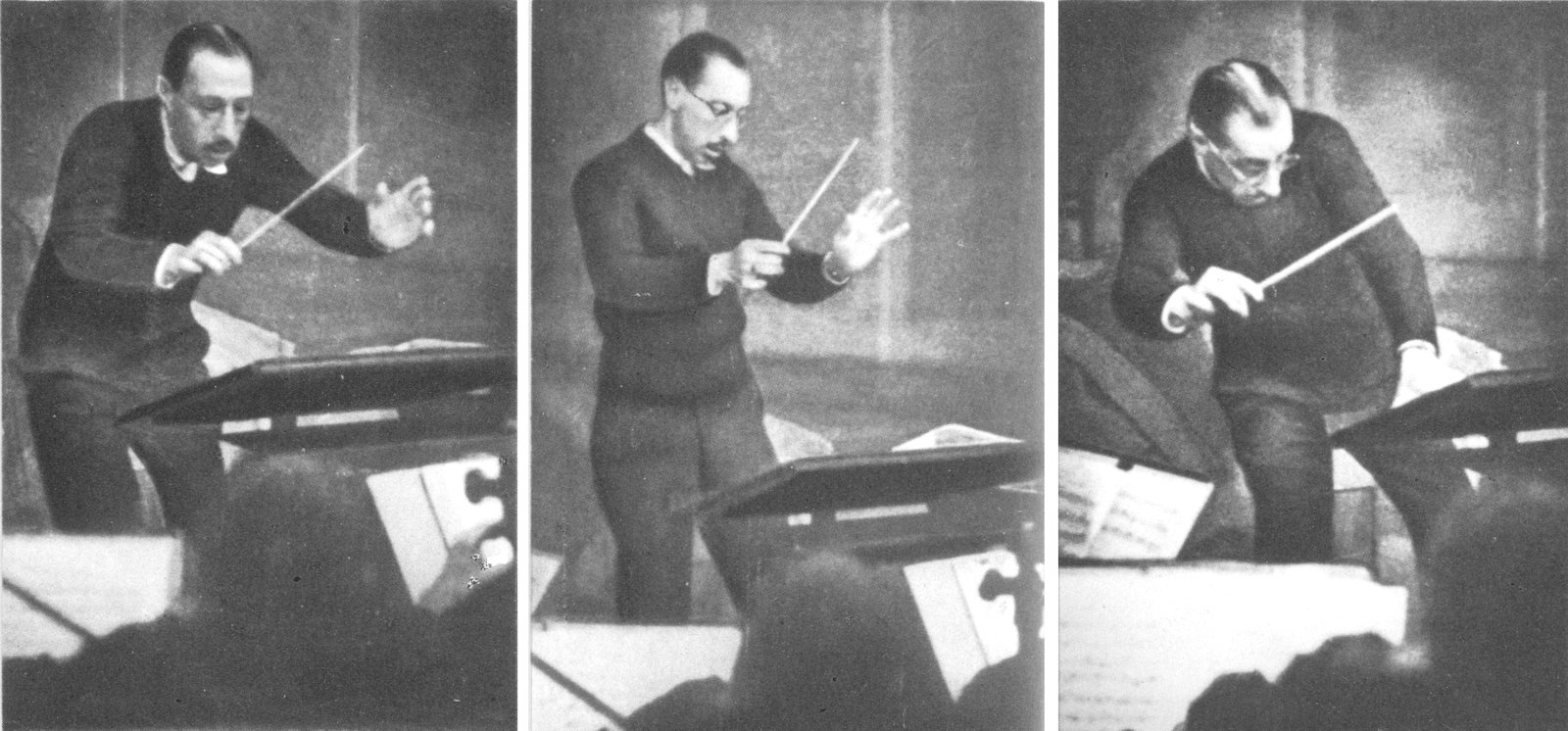
Igor' Stravinskij dirige nel 1929

La bacchetta si tiene solitamente con la mano destra, anche se alcuni direttori d'orchestra mancini la tengono con la sinistra. Il modo abituale di impugnare la bacchetta è tra il pollice e le prime due dita con la presa contro il palmo della mano. Alcuni direttori come Pierre Boulez, Leopold Stokowski e Dimitri Mitropoulos, tuttavia, scelsero di non usare la bacchetta, preferendo dirigere solo con le mani. Questo metodo è comune con gruppi più piccoli e direttori di cori.
Il fatto che i direttori d'orchestra usino o no le bacchette, deve avere diretta attinenza con la musica che viene eseguita. Secondo un'affermazione di Leonard Bernstein: "Se il direttore d'orchestra usa una bacchetta, la bacchetta stessa deve essere una cosa vivente, caricata di una specie di elettricità, che la rende uno strumento dotato di significato nel suo più minuscolo movimento. Se il direttore non usa una bacchetta, le sue mani devono fare il lavoro con uguale chiarezza. Ma bacchetta o non bacchetta, i suoi gesti devono essere innanzitutto e sempre significativi dal punto di vista della musica".

## Storia della bacchetta
Anteriormente all'uso della bacchetta, le formazioni orchestrali erano guidate dal maestro al cembalo o dal primo violino. I direttori cominciarono ad usare inizialmente archetti per violino o pezzi di carta arrotolati prima che fosse introdotta la moderna bacchetta.

### XVI - XVIII secolo
La prima testimonianza dell'uso di una bacchetta fu da parte di alcune suore a San Vito Lo Capo nel 1594. Un compositore contemporaneo notò che "la Maestra'' del concerto è seduta ad un capo del tavolo con una verghetta lunga, sottile e ben lustrata... e quando tutte le altre sorelle sono chiaramente pronte, senza rumore ella fa loro vari segni per iniziare e poi continua a battere la misura del tempo che devono seguire nel cantare e nel suonare".
Nella seconda metà del Seicento si diffuse l'uso di "battere la zolfa" sia con una bacchetta sia con un rotolo di carta ed il colpo era ben rumoroso visto che si picchiava duramente su una latta attaccata al leggio.
Jean-Baptiste Lully (1632-87) teneva il tempo battendo per terra con un lungo bastone com'era usanza a quel tempo. Si colpì accidentalmente il dito del piede durante le prove, creando un ascesso. La ferita sviluppò una gangrena, ma Lully rifiutò di farsi amputare il dito e la gangrena si diffuse causandone la morte.

### XIX secolo
L'uso della bacchetta fu disapprovato fino a quando non cominciò a trovare accettazione tra il 1820 e il 1840.
La Hallé Orchestra riferì che nel 1810 Daniel Turk utilizzò una bacchetta, con movimenti così esuberanti che colpì accidentalmente il lampadario sopra la sua testa e si rovesciò addosso i vetri.
Louis Spohr sosteneva di aver introdotto la bacchetta il 10 aprile 1820 mentre dirigeva la sua seconda sinfonia con la Philharmonic Society a Londra, sebbene alcuni testimoni notassero che il direttore d'orchestra "siede là e gira i fogli dello spartito ma, dopotutto, non è in grado, senza... la sua bacchetta, di comandare sul suo esercito musicale".. È più probabile che egli usasse la bacchetta nelle prove che nei concerti. Era il 1825 quando George Smart riferì che a volte "batto il tempo davanti con un bastoncino corto".
Quando Felix Mendelssohn ritornò a Londra nel 1832, malgrado alcune obiezioni dei primi violini, fu incoraggiato a proseguire con la sua bacchetta. Malgrado l'iniziale disaccordo, la bacchetta fu regolarmente in uso alla Philharmonic un anno dopo ed è ancora utilizzata nelle orchestre di tutto il mondo.
Vasilij Safonov è considerato il primo direttore d'orchestra moderno a fare completamente a meno della bacchetta.